# Fladungen
Fladungen település Németországban, azon belül Bajorországban. Lakosainak száma 2190 fő (2023. december 31.).

## Népesség
A település népessége az elmúlt években az alábbi módon változott:
| Lakosok száma | 743  | 1326 | 2102 | 2279 | 2178 | 2265 | 2316 | 2271 | 2192 | 2190 |
|               | 1875 | 1950 | 1975 | 1987 | 2012 | 2014 | 2016 | 2017 | 2021 | 2023 |